# Sylvie Kinigi
Sylvie Kinigi, född 1952, är en burundisk politiker från tutsi-folket. Hon var statsminister mellan 10 juli 1993 och 7 februari 1994, samt tillförordnad president mellan den 27 oktober och 5 februari 1994; den första och hittills enda kvinnan på den positionen.